# مارتن دفارز
مارتن دفارز (بالألمانية: Martin Dwars)‏ هو لاعب كرة قدم ألماني في مركز حراسة المرمى، ولد في 17 ديسمبر 1987 في ينا في ألمانيا. لعب مع كارل زايس يينا.

## وصلات خارجية
- مارتن دفارز على موقع قاعدة بيانات كرة القدم.إي يو (الإنجليزية)
- مارتن دفارز على موقع بيانات كرة القدم. دي إي (الألمانية)